# Врятуйте наші душі (фільм, 1987)
«Врятуйте наші душі» («Спасите наши души») — радянський художній фільм 1987 року, знятий режисером Тетяна Піменова на Кіностудії ім. М. Горького.

## Сюжет
За мотивами творів Г. Пряхіна. Тележурналіст, колишній дитбудинківець, збирає матеріал про неблагополучних дітей, вникає в їхні проблеми та намагається їм допомогти.

## У ролях
- Юрій Григор'єв — Сергій Гусєв, тележурналіст
- Юрій Назаров — Валентин Павлович, вчитель російської мови та літератури, директор школи-інтернату, фронтовик
- Олег Ворошев — Сергій Гусєв в дитинстві
- Женя Пивоваров — Свисток
- Роман Нікітін — Генка Развозов, «Громадянин»
- Сергій Костін — Вовка Плугов
- Галина Булкіна — кухар
- Марина Гаврилко — Ганна Євгенівна, редактор
- Броніслава Захарова — мати Свистка
- Олексій Золотницький — Аркадій, журналіст
- Олеся Іванова — провідниця
- Тетяна Камнєва — епізод
- Ігор Кашинцев — «Хронометр», вихователь
- Валентина Клягіна — Катя Рябенька, сільська вчителька
- Вероніка Косєнкова — дружина Валентина Павловича
- Станіслав Коренєв — редактор
- Віталій Максимов — Віталій Павлович, редактор
- Геннадій Петров — епізод
- Любов Соколова — бабка Дарина, мати Валентина Павловича
- Катерина Стриженова — вчителька у сільській школі
- Ян Янакієв — журналіст, знайомий Гусєва
- В. Ярош — епізод
- Антон Амзін — епізод
- Сергій Батуєв — епізод
- Оля Зіміна — епізод
- Женя Масліхін — епізод
- Вадим Масленников — епізод
- Наталія Мокроусова — епізод
- Марина Суязова — Таня, дочка Валентина Павловича
- Вадим Ягодін — епізод
- Альберт Ліханов — письменник, інтерв'ю
- Антон Калабалін — директор дитячого будинку, інтерв'ю
- Кіра Шулейкіна — доктор біологічних наук, інтерв'ю

## Знімальна група
- Режисер — Тетяна Піменова
- Сценарист — Оскар Нікіч
- Оператор — Олег Рунушкін
- Композитор — В'ячеслав Артемов
- Художник — Віктор Власков